# Wuthering Heights
"Wuthering Heights" er en sang af den engelske musiker og sangskriver Kate Bush. Den blev udsendt som hendes debutsingle i januar 1978 og nåede førstepladsen på den britiske singlehitliste. Den er til dato hendes bedst sælgende single, som på B-siden havde sangen "Kite".
Sangen findes desuden på hendes debutalbum The Kick Inside fra samme år. Den blev  af læserne valgt af Q Magazine valgt som nummer 32 på en liste over alle tiders bedste singler. Den er desuden nummer 24 på listen over de bedste singler på Rate Your Music (pr. juni 2012).
Sangen blev indspillet i sommeren 1977, hvor Kate Bush knap var fyldt nitten år. På sangen spiller Ian Bairnson den markante guitarsolo; han er ellers bedst kendt for sit arbejde med Alan Parsons. 
"Wuthering Heights" gav Bush et verdensomspændende gennembrud, og foruden Storbritannien toppede den hitlisterne i Australien, Belgien, Italien, Irland og New Zealand, mens den nåede i top-10 i lande som Holland, Norge, Sverige og Schweiz.

## Tekst
Bush skrev sangen, da hun var atten år gammel. Den er baseret på romanen af samme navn, og hun blev inspireret til at skrive sangen, da hun så filmatiseringen af romanen fra 1970. Hun læste derpå bogen og opdagede, at hun havde samme fødselsdag (30. juli) som Emily Brontë.
I teksten bruger Bush flere citater fra Catherine i romanen, mest oplagt i omkvædet: "Let me in! I'm so cold!", men også i versene, hvor Catherine blandt andet betror sin tjenestepige om sine "bad dreams in the night". Sangen synges fra Catherines synspunkt på det sted, hvor hun uden for Heathcliffs vindue trygler ham om at lukke sig ind. 

## Produktion og udsendelse
Oprindeligt var det EMI's mening at udsende sangen "James and the Cold Gun" som Bushs debutsingle. Men Bush var selv meget opsat på, at det skulle være "Wuthering Heights", og hun fik sin vilje, hvilket var ret usædvanligt for en så ung kunstner i en strid med så stort et pladeselskab. 
Der blev produceret to videoer til sangen. I den ene version (beregnet på det britiske marked) ses Bush i en hvid kjole synge sangen i et mørkt rum fyldt med hvid tåge, og i den anden version (beregnet på det amerikanske marked) synger hun og danser i et friluftssceneri iført en rød kjole.
I første omgang var det meningen, at singlen skulle udsendes 4. november 1977. Imidlertid var Kate Bush ikke glad for det billede, der var lavet til singlens omslag, og forlangte at få det lavet om. Der var allerede sendt eksemplarer ud til nogle radiostationer, men EMI bøjede sig og udsatte udsendelsen til efter nytår. Det betød, at den ikke kom til at kæmpe med de store navne om julesalget, der i øvrigt blev domineret af "Mull of Kintyre" med Wings. I stedet blev sangen udsendt 6. januar 1978, og den nød da godt af at være kendt fra de eksemplarer, der var blevet sendt ud om efteråret til radiostationer. Omkring en måned senere gik sangen ind på single-hitlisten i Storbritannien som nummer 42. Den følgende uge gik den op til nummer 27, og herefter gav en optræden med sangen i tv-programmet Top of the Pops endnu et spark op ad listen, inden den nåede førstepladsen 11. marts 1978.